# Волков, Александр Алексеевич
Александр Алексеевич Волков (род. 20 сентября 1988) — российский военнослужащий, майор, командир роты 785-го отдельного отряда 10-й отдельной бригады специального назначения Южного военного округа, участник вторжения России на Украину, Герой Российской Федерации (2022).

## Биография
Родился 20 сентября 1988 года в Молдавской ССР. В 6 лет вместе с семьёй переехал в Петропавловск-Камчатский. С 2002 по 2005 учился в Уссурийском суворовском военном училище, после окончания которого поступил курсантом в Новосибирское высшее военное командное училище.
После окончания училища, с 2010 по 2017 годы служил в Чечне, выполнял задачи в зоне контртеррористической операции на территории Чеченской Республики и Дагестана. В 2014 году участвовал в захвате Крыма Россией. В 2021 году участвовал в военной операции России в Сирии против террористических формирований, награждён медалью Жукова.
С февраля 2022 года командир роты 785-го отдельного отряда 10-й отдельной бригады специального назначения принимает участие в российском вторжении на Украину. Награждён медалью «За отвагу».

## Награды
- Герой Российской Федерации (2022);
- Медали, в том числе медаль «За отвагу» и медаль Жукова[1].

## Признание заслуг
- В мае 2023 года в Уссурийском Суворовском училище был открыт бюст майору Волкову[3].

## Семья
Женат, дочь Ева — ученица Детской школы искусств имени С. В. Рахманинова (г. Краснодар).